# Wyclif-Bibel

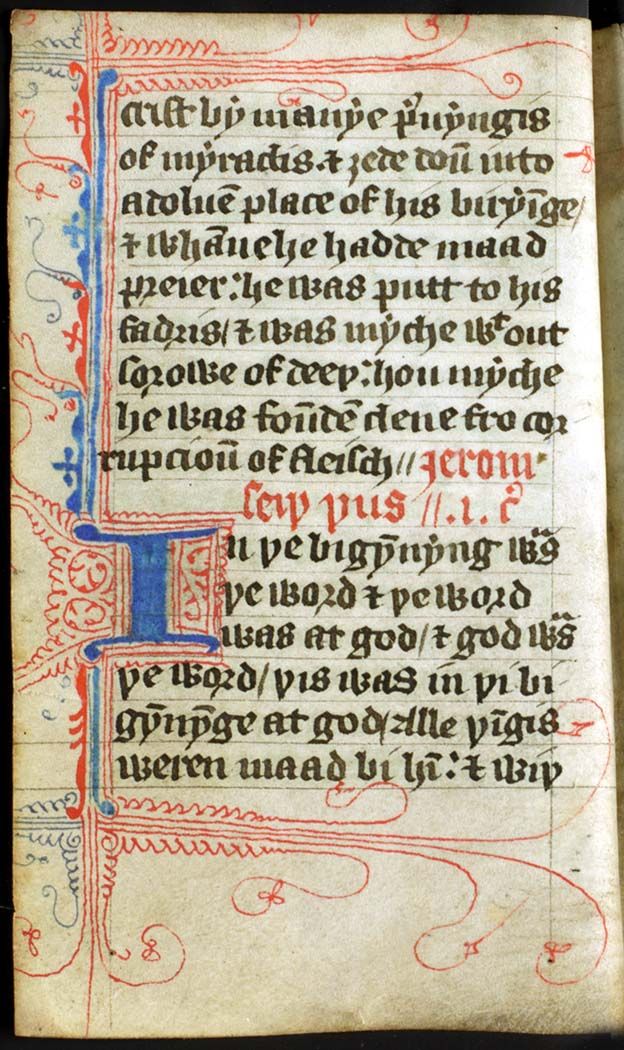
Beginn des Johannes-Evangeliums von einem Exemplar der Wyclif-Bibel aus dem 14. Jahrhundert

Wyclif-Bibel (engl. Wycliffe Bible, auch Wyclif Bible, Wycliffe’s Bible, Wyclif’s Bible) ist die Bezeichnung für Bibeltexte, die vom Prä-Reformatoren John Wyclif oder dessen Schülern und Anhängern in den Jahren 1380 bis 1388 ins Mittelenglische übersetzt wurden.

## Übersetzung
John Wyclif sammelte verschiedene englische Bibelübersetzungen und überarbeitete diese. Bei dieser Übersetzungsarbeit nutzte er als Übersetzungsgrundlage die lateinische Bibel, die Vulgata. Die auf diese Weise entstandene Übersetzung war also nicht die erste Übersetzung ins Englische, sondern stellt eine Zusammenstellung und Überarbeitung früherer Übersetzungen dar. 
Kopien der Bibelübersetzung wurden handschriftlich angefertigt, da der Buchdruck noch nicht zur Verfügung stand, dennoch verbreitete sich seine Übersetzung durch seine Anhänger, die Lollarden genannt wurden, über das Land. Heutzutage existieren noch ungefähr 150 handgeschriebene Exemplare der Bibelübersetzung, die auch Lollarden-Bibel genannt wird.

## Bibeleditionen
- The Wycliffe New Testament (1388). An edition in modern spelling with an introduction, the original prolugues and the Epistle to the Laodiceans. Edited for the Tyndale Society by W.R. Cooper. gedruckt in Italien, 2002, ISBN 0-7123-4728-3.